# Myron Tarnawski
Myron Tarnawski herbu Sas (ukr. Мирон Тарнавський, niem. Miron Tarnawski; ur. 29 sierpnia 1869 we wsi Baryłów, zm. 29 czerwca 1938 w Czernicy) – generał-czotar Ukraińskiej Armii Halickiej (UHA), naczelny dowódca UHA od 5 lipca do 7 listopada 1919, generał Armii Ukraińskiej Republiki Ludowej.

## Życiorys
Urodził się w rodzinie księdza greckokatolickiego Omeliana Tarnawskiego herbu Sas. Ukończył C. K. Gimnazjum w Brodach.
Następnie odbył jednoroczną służbę wojskową w cesarskiej i królewskiej Armii. 1 listopada 1892 został mianowany na stopień podporucznika rezerwy i przydzielony w rezerwie do Batalionu Strzelców Polnych Nr 4 w Tarnowie. W 1896 został powołany do zawodowej służby wojskowej w cesarsko-królewskiej Obronie Krajowej, w stopniu podporucznika ze starszeństwem z 1 listopada 1896. Został wcielony do 18 Pułku Piechoty Obrony Krajowej w Przemyślu. 1 maja 1899 awansował na porucznika. W 1901 został przeniesiony do 33 Pułku Piechoty Obrony Krajowej w Stryju, a w 1908 do 35 Pułku Piechoty Obrony Krajowej w Złoczowie. 1 maja 1909 został awansowany na stopień kapitana.
Brał udział w I wojnie światowej, walcząc na froncie wschodnim. W styczniu 1916 został skierowany na stanowisko komendanta szkolenia Legionu Ukraińskich Strzelców Siczowych (Wyszkiłu USS), a od września do grudnia 1917 – komendant Legionu USS.
W 1918 był referentem do spraw ukraińskich przy austro-węgierskiej Komendzie 54 Dywizji Piechoty, a następnie komendantem Pułku Strzelców Nr 16, w randze podpułkownika. W czasie rozpadu Austro-Węgier w październiku 1918 powrócił wraz z resztkami pułku do jego garnizonu w Krakowie, gdzie został zatrzymany przez nowo powstałe władze polskie i osadzony w obozie jenieckim w Krakowie-Dąbiu. Po zwolnieniu z obozu pojechał do Stanisławowa i 17 lutego 1919 wstąpił do UHA, otrzymując stanowisko dowódcy grupy „Schid” walczącej pod Lwowem, a następnie dowódcy II Korpusu UHA.
Z II Korpusem brał udział w działaniach wojny polsko-ukraińskiej – walkach pod Lwowem, ofensywie czortkowskiej i odwrocie Ukraińskiej Armii Halickiej za Zbrucz. Później wraz z Armią URL brał udział w marszu na Kijów, i w zdobyciu go 30 sierpnia 1919, a następnie w odwrocie. Kiedy otoczona UHA utraciła zdolność bojową wskutek epidemii tyfusu i braków w zaopatrzeniu, w listopadzie podjął rozmowy z Denikinem o przyłączeniu do Armii Ochotniczej. Wskutek tej decyzji został usunięty ze stanowiska, jednak później sąd wojenny uwolnił go od winy.
W czasie połączenia UHA z Armią Czerwoną (CzUHA) ukrywał się przed Czeka w Bałcie i Kijowie. Po polsko-ukraińskiej ofensywie i zajęciu Kijowa powrócił w lipcu 1920 do Galicji, został internowany przez polską policję i osadzony w obozie jenieckim w Tucholi, gdzie przebywał do końca 1920.
Po uwolnieniu powrócił w rodzinne strony, gdzie przebywał do śmierci. Został pochowany na Cmentarzu Janowskim, jego pogrzeb przerodził się w ukraińską manifestację polityczną.